# María José Martínez Patiño
María José Martínez Patiño (castellà: María José Martínez-Patiño)  (Vigo, 10 de juliol de 1963) és una esportista i exatleta gallega, especialista en cursa de tanques, l'expulsió de l'Equip Olímpic espanyol de 1986 per «no passar» les proves de verificació de gènere va suposar un important punt d'inflexió en la història d'aquest tipus de proves a les competicions esportives. María José Martínez Patiño va ser suspesa després d'una competició que podria haver suposat la seva classificació per als Jocs Olímpics d'Estiu de 1988. Va ser humiliada públicament quan participava en la modalitat de cursa de tanques al Campionat d'Espanya d'Atletisme de 1986, però va apel·lar amb èxit la pèrdua de la llicència de l'Associació Internacional de Federacions d'Atletisme (IAAF) i va poder competir per a la classificació per als Jocs Olímpics d'Estiu de 1992. Des de llavors ha escrit sobre la seva experiència i les proves a què es va sotmetre, i les seves seqüeles s'han convertit en un cas àmpliament citat sobre les proves de determinació de gènere així com sobre la vida privada de les atletes.
En l'actualitat és professora de la Universitat de Vigo, impartint Didàctiques Especials a la Facultat de Ciències de l'Educació i de l'Esport, al campus de Pontevedra.

## Carrera esportiva
María José Martínez Patiño va participar en la prova de 100 metres tanques, en què el seu millor temps és de 13,71 (Madrid, 1983). La seva millor marca en una prova internacional va ser de 13,78, al Campionat del Món d'Atletisme de 1983 a Hèlsinki.

## Prova de verificació de gènere
Mara José Martínez Patiño és una dona amb cariotip 46, XY que presenta síndrome d'insensibilitat als andrògens (SIA). El 1983, va passar una prova de gènere al Campionat del Món i va rebre un «certificat de feminitat». Tot i això, el 1985 la seva prova de la cromatina sexual va resultar negativa i, en conseqüència, se li va retirar el dret a participar en proves d'atletisme femenines. Aquesta prova se li va practicar a la Universitat de Kobe, ja que l'atleta no portava el resultat de la prova que havia superat dos anys abans. En aquesta època, la prova de la cromatina sexual era el primer pas en el procés de verificació de gènere i no pretenia oferir una decisió final i definitiva, però els responsables del Comitè Olímpic Internacional i de la IAAF, afirmant protegir la privadesa de les atletes, aconsellaven simular una lesió després d'obtenir un resultat negatiu al test de manera que poguessin abandonar la competició de manera discreta. Això és el que es va aconsellar fer a María José Martínez Patiño, i ella s'hi va avindre. Dos mesos més tard, va rebre una carta que la classificava com a home, citant el seu cariotip 46,XY, malgrat que qualsevol avantatge que hagués pogut tenir per això estava contrarestat per la seva síndrome d'insensibilitat als andrògens: «va ser desqualificada per un avantatge que no tenia».
El 1986, es va presentar a la cursa de 60 metres tanques al Campionat d'Espanya, però se li va advertir que si no abandonava la competició de manera discreta seria denunciada públicament. Va competir i va guanyar, però va ser durament vexada per la premsa. Va perdre la beca i l'allotjament a la residència esportiva, a més de pagar un alt preu personal en perdre la seva privadesa i trencar amb la seva parella. Va continuar lluitant contra la seva expulsió i el 1988 va trobar un defensor en el genetista Albert de la Chapelle, recuperant la seva llicència internacional tres mesos després. Va tractar de classificar-se per a les Olimpíades de 1992 però no ho va aconseguir per una dècima de segon.

## Obra publicada
El 2005, María José Martínez Patiño va descriure la seva experiència a Personal Account. A woman tried and tested, publicat per la revista científica The Lancet. El 2012, a Reexamining rationals of 'fairness. An athlete and insider's perspective on the new policies on hyperandrogenism in elite female athletes, publicat per l'American Journal of Bioethics, va analitzar juntament amb Hida Viloria les actuals tècniques de verificació de gènere en l'esport.